# Cavigny
Cavigny – miejscowość i gmina we Francji, w regionie Normandia, w departamencie Manche. W 2013 roku populacja gminy wynosiła 232 mieszkańców. Przez miejscowość przepływa rzeka Vire. 